# 大东乡
大东乡，是中华人民共和国云南省丽江市古城区下辖的一个乡镇级行政单位。

## 行政区划
大东乡下辖以下地区：
大东村、建新村和白水村。

## 中国传统村落
2012年，大东村被评为首批“中国传统村落”。